# Бери-сюр-Жуайёз
Бери́-сюр-Жуайёз (фр. Beyrie-sur-Joyeuse) — коммуна во Франции, находится в регионе Новая Аквитания. Департамент — Атлантические Пиренеи. Входит в состав кантона Сен-Пале. Округ коммуны — Байонна.
Код INSEE коммуны — 64120.

## География
Коммуна расположена приблизительно в 670 км к юго-западу от Парижа, в 175 км южнее Бордо, в 60 км к западу от По.
На востоке коммуны протекает река Жуайёз.

### Климат
Климат тёплый океанический. Зима мягкая, средняя температура января — от +5°С до +13°С, температуры ниже −10 °C бывают редко. Снег выпадает около 15 дней в году с ноября по апрель. Максимальная температура летом порядка 20-30 °C, выше 35 °C бывает очень редко. Количество осадков высокое, порядка 1100 мм в год. Характерна безветренная погода, сильные ветры очень редки.

## Население
Население коммуны на 2010 год составляло 513 человек.
| 1962 | 1968 | 1975 | 1982 | 1990 | 1999 | 2010 |
| ---- | ---- | ---- | ---- | ---- | ---- | ---- |
| 446  | 425  | 450  | 451  | 460  | 464  | 513  |

## Администрация
| Период | Период | Фамилия          | Партия | Примечания |
| ------ | ------ | ---------------- | ------ | ---------- |
| 1983   | 1989   | Ришар Габи       |        |            |
| 1989   | 1995   | Жан Аррейе       |        |            |
| 1995   | 2008   | Жан-Клод Ментеню |        |            |
| 2008   | 2014   | Жанин Уркеби     |        |            |
| 2014   | 2020   | Жильбер Дюблан   |        |            |

## Экономика
В 2010 году среди 323 человек трудоспособного возраста (15-64 лет) 234 были экономически активными, 89 — неактивными (показатель активности — 72,4 %, в 1999 году было 69,4 %). Из 234 активных жителей работали 227 человек (125 мужчин и 102 женщины), безработных было 7 (5 мужчин и 2 женщины). Среди 89 неактивных 27 человек были учениками или студентами, 39 — пенсионерами, 23 были неактивными по другим причинам.

## Достопримечательности
- Церковь Св. Иулиана (1889 год)[4]

## Фотогалерея
- Церковь Св. Иулиана
- Церковь Св. Иулиана
- Замок
- Мэрия